# Huperzia phlegmaria
Huperzia phlegmaria es una especie de la familia Lycopodiaceae.

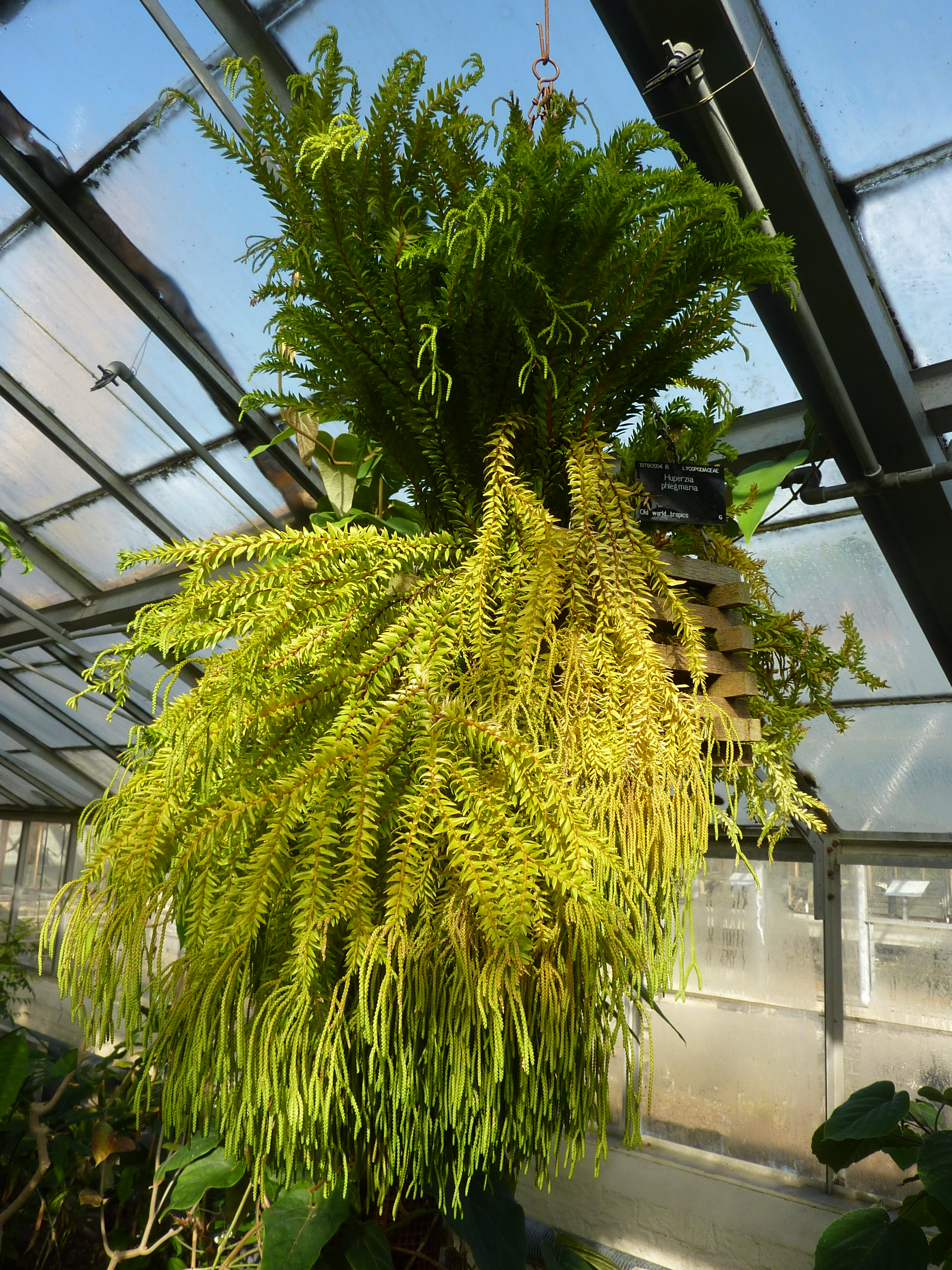
Vista de la planta

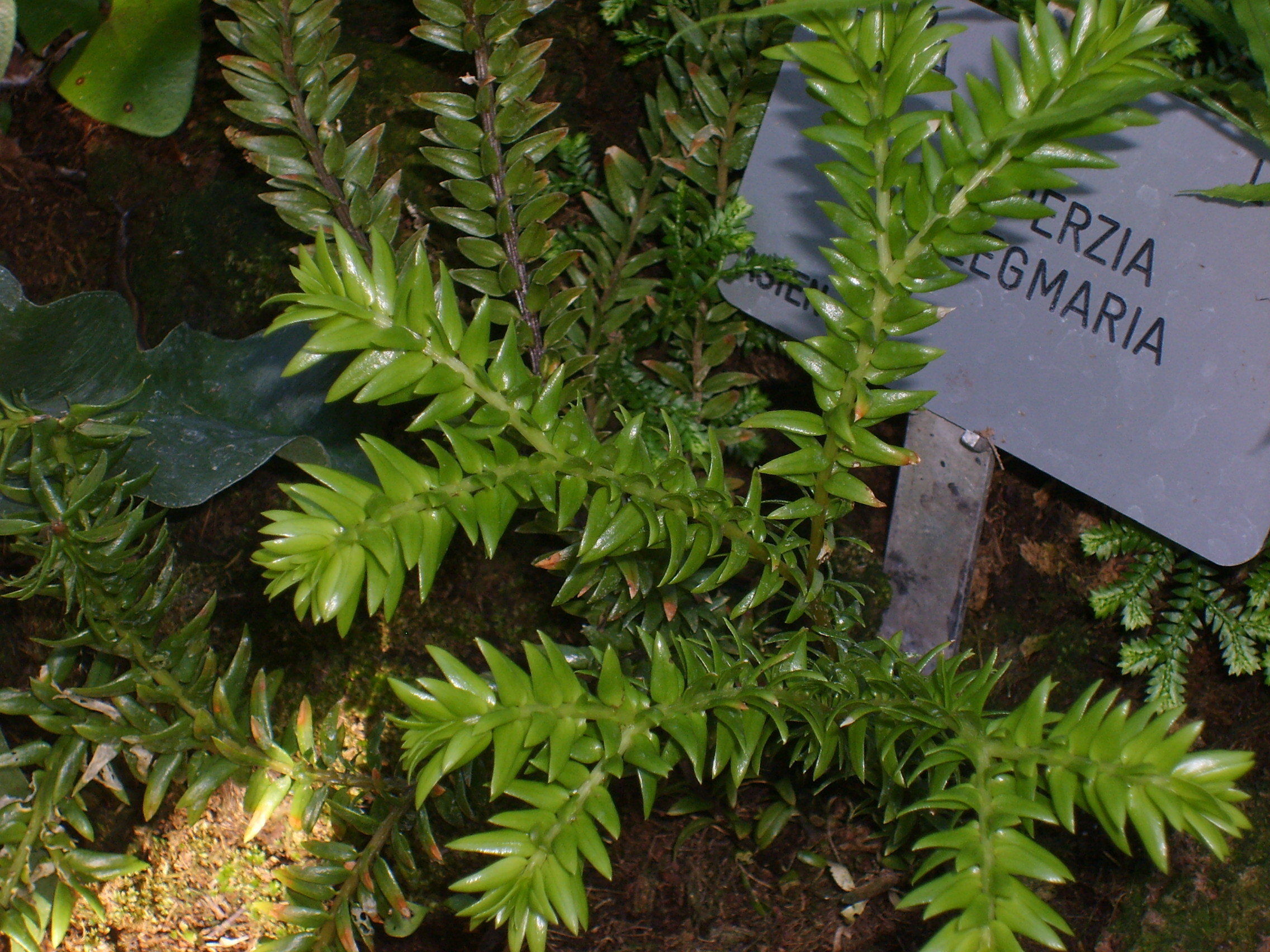
Detalle de la planta

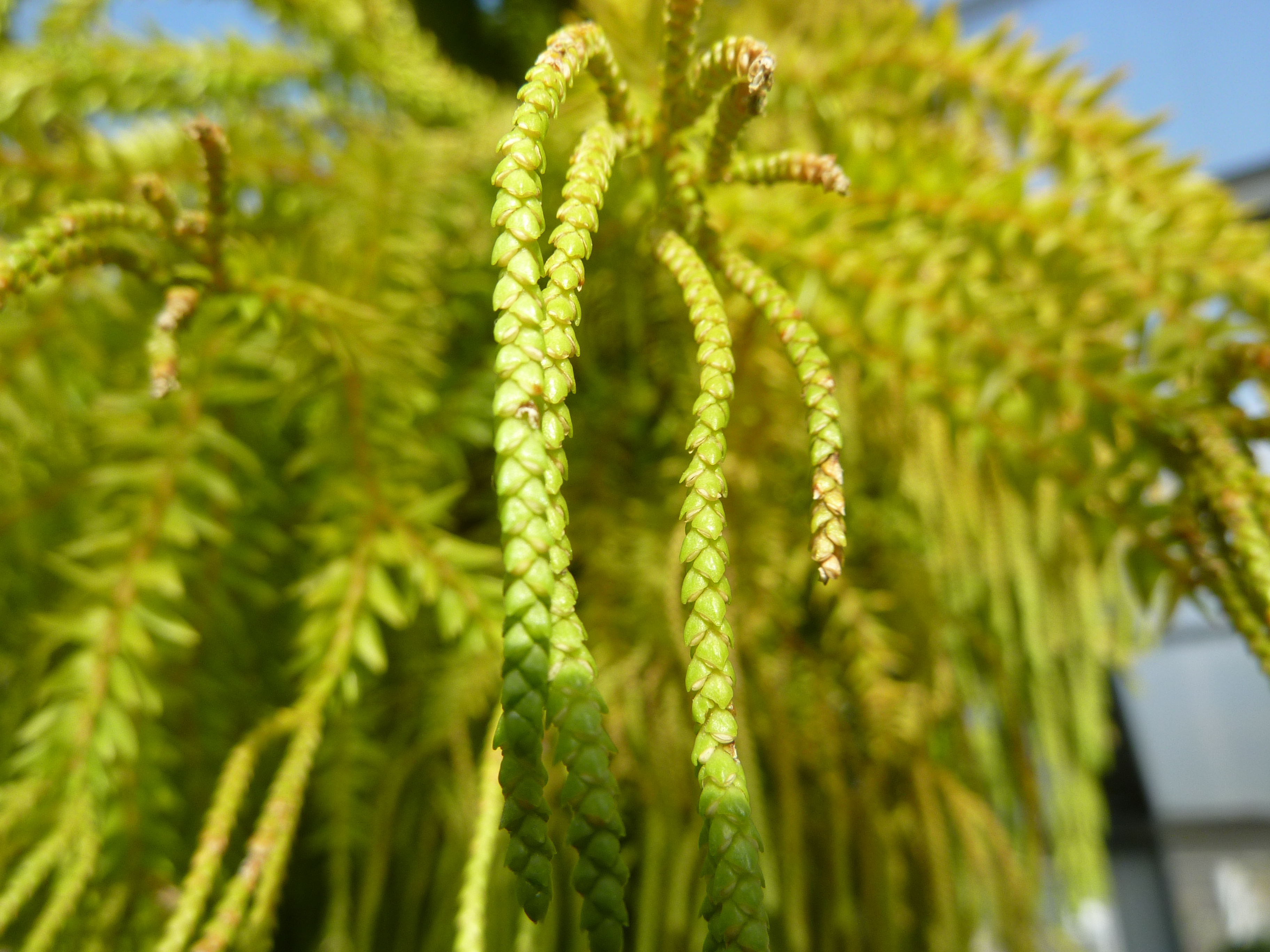
Vista de la planta

## Descripción
Tiene pequeñas hojas lacadas que cubren los tallos colgantes en cuatro hileras. los extremos de los tallos se ramifican en grupos de finos flecos verdes alargados parecidos a estróbilos, confiriéndole a este grupo el nombre de helechos de flecos. Forman grandes matas de tallos colgantes que los hacen adecuados para el cultivo en cestas.

## Distribución
Se distribuye por los  bosques pluviales del Asia tropical  África, Australasia y del Pacífico sur.
ÁFRICA
- África tropical oriental: Tanzania [incluso archipiélago de Zanzíbar, con las islas Pemba y Unguja]) y Uganda;
- África tropical centro occidental: Camerún; Guinea Ecuatorial; Gabón; Santo Tomé y Príncipe
- África tropical occidental: Ghana; Sierra Leona
- África tropical meridional: Malaui
- Océano Índico Occidental: Comores; Madagascar

ASIA-TEMPLADA
- China: China (provincias de Guangdong, Guangxi, Hainan, Yunnan);
- Asia oriental: Japón - Kyushu, Islas Ryukyu; Taiwán

ASIA-TROPICAL
- Subcontinente Indio: Sri Lanka
- Indo-China: Indochina y Tailandia;
- Malasia: Malasia

AUSTRALASIA
- Australia: Australia - Queensland
- Nueva Zelanda: Nueva Zelanda

PACÍFICO
- Pacífico noroccidental: Guam; Micronesia - Chuuk
- Pacífico suroccidental: Fiyi[1]

## Taxonomía
Huperzia phlegmaria fue descrita por (L.) Rothm. y publicado en Feddes Repertorium Specierum Novarum Regni Vegetabilis 54: 62. 1944.
Etimología
Huperzia: nombre genérico otorgado en honor del botánico Johann Meter Huperz que estudió la propagación de los helechos a principios del siglo XIX. 
phlegmaria: epíteto
Sinónimos
- Lepidotis phlegmaria (L.) P. Beauv.
- Lycopodium phlegmaria L.
- Phlegmariurus phlegmaria (L.) Holub
- Phlegmariurus phlegmaria (L.) U. Sen & T. Sen
- Urostachys phlegmaria (L.) Herter ex Nessel[3]